# Campeonato Mundial de Halterofilia de 2011
El LXXIX Campeonato Mundial de Halterofilia se celebró en París (Francia) entre el 5 y el 13 de noviembre de 2011 bajo la organización de la Federación Internacional de Halterofilia (IWF) y la Federación de Halterofilia.
Las competiciones se realizaron en el pabellón Dôme Disney Village, ubicado en el recinto de Disneyland Paris, al este de la capital gala.

## Países participantes
Participaron en total 545 halteras (322 hombres y 223 mujeres) de 92 federaciones nacionales afiliadas a la IWF.
| África (WFA) | América (PAWF) | Asia (AWF) | Europa (EWF) | Oceanía (OWF) |
| --- | --- | --- | --- | --- |
| Camerún (1/1) · Comoras (3/-) · Egipto (6/4) · Madagascar (2/7) · Nigeria (2/9) · Seychelles (-/1) · Túnez (4/-) · Uganda (1/-) | Brasil (5/5) · Canadá (7/7) · Chile (1/-) · Colombia (6/4) · Costa Rica (1/-) · Cuba (6/-) · República Dominicana (-/4) · El Salvador (2/1) · Ecuador (6/4) · Estados Unidos (8/6) · Guatemala (2/-) · México (1/6) · Perú (1/1) · Puerto Rico (2/1) · Venezuela (6/5) | China (8/7) · Corea del Sur (7/4) · Corea del Norte (6/5) · Filipinas (1/1) · Hong Kong (-/1) · India (7/7) · Indonesia (6/4) · Irán (8/-) · Japón (8/7) · Kazajistán (7/7) · Kirguistán (2/-) · Macao (-/2) · Malasia (2/1) · Mongolia (-/2) · Pakistán (1/1) · Singapur (-/1) · Tailandia (6/5) · China Taipéi (5/5) · Tayikistán (1/-) · Turkmenistán (8/-) · Uzbekistán (8/-) · Vietnam (2/1) | Albania (6/4) · Alemania (6/7) · Armenia (6/4) · Azerbaiyán (8/3) · Bélgica (1/-) · Bielorrusia (6/5) · Bosnia y Herzegovina (-/1) · Croacia (3/-) · Dinamarca (-/1) · Eslovaquia (7/1) · España (6/4) · Finlandia (4/3) · Francia (8/4) · Georgia (6/-) · Grecia (5/2) · Hungría (2/5) · Irlanda (2/-) · Israel (1/-) · Italia (3/5) · Letonia (2/-) · Lituania (6/-) · Moldavia (8/1) · Noruega (-/1) · Polonia (8/7) · Reino Unido (4/4) · República Checa (2/-) · Rumania (6/1) · Rusia (8/7) · Serbia (-/1) · Suecia (2/2) · Suiza (2/-) · Turquía (6/6) · Ucrania (6/7) | Australia (4/3) · Islas Cook (1/-) · Fiyi (1/1) · Kiribati (1/-) · Micronesia (1/-) · Nauru (1/1) · Niue (1/-) · Nueva Zelanda (-/1) · Palaos (1/-) · Papúa Nueva Guinea (1/-) · Islas Salomón (-/2) · Samoa (2/2) · Samoa Americana (1/-) · Tuvalu (1/-) |

## Medallistas

### Masculino
| Evento          | Oro                                           | Plata                                            | Bronce                                         |
| --------------- | --------------------------------------------- | ------------------------------------------------ | ---------------------------------------------- |
| 56 kg (05.11)   | Wu Jingbiao China 133 + 159 = 292             | Zhao Chaojun China 128 + 156 = 284               | Valentin Xristov Azerbaiyán 122 + 154 = 276    |
| 62 kg (06.11)   | Zhang Jie China 145 + 176 = 321               | Kim Un-Guk Corea del Norte 150 + 170 = 320       | Eko Yuli Irawan Indonesia 139 + 171 = 310      |
| 69 kg (08.11)   | Tang Deshang China 155 + 186 = 341            | Oleg Chen · Rusia · 156 + 180 = 336              | Wu Chao China 150 + 185 = 335                  |
| 77 kg (10.11)   | Lyu Xiaojun China 170 + 205 = 375             | Su Dajin China 166 + 206 = 373                   | Sa Jae-Hyouk Corea del Sur 157 + 203 = 360     |
| 85 kg (11.11)   | Kianush Rostami Irán 173 + 209 = 382          | Benjamin Hennequin Francia 170 + 208 = 378       | Adrian Zieliński · Polonia · 174 + 202 = 376   |
| 94 kg (12.11)   | Ilia Ilin · Kazajistán · 181 + 226 = 407      | Artem Ivanov · Ucrania · 186 + 221 = 407         | Saeid Mohamadpurkarkaragh Irán 181 + 221 = 402 |
| 105 kg (12.11)  | Jadzhimurat Akkayev · Rusia · 198 + 232 = 430 | Dmitri Klokov · Rusia · 196 + 232 = 428          | Olexi Torojti · Ucrania · 181 + 229 = 410      |
| +105 kg (13.11) | Behdad Salimi Irán 214 + 250 = 464            | Sayad Anushiravani Hamlabad Irán 198 + 241 = 439 | Jeon Sang-Guen Corea del Sur 192 + 241 = 433   |

1. 1 2 3  Arrancada (kg) + dos tiempos (kg) = total olímpico (kg).

### Femenino
| Evento         | Oro                                                | Plata                                              | Bronce                                      |
| -------------- | -------------------------------------------------- | -------------------------------------------------- | ------------------------------------------- |
| 48 kg (05.11)  | Tian Yuan China 90 + 117 = 207                     | Panida Khamsri Tailandia 80 + 107 = 187            | Nurdan Karagöz Turquía 80 + 103 = 183       |
| 53 kg (06.11)  | Zulfiya Chinshanlo · Kazajistán · 97 + 130 = 227   | Aylin Daşdelen Turquía 93 + 126 = 219              | Ji Jing China 93 + 121 = 214                |
| 58 kg (07.11)  | Nastassia Novikava · Bielorrusia · 101 + 136 = 237 | Li Xueying China 103 + 133 = 236                   | Pimsiri Sirikaew Tailandia 99 + 131 = 230   |
| 63 kg (08.11)  | Svetlana Tsarukayeva · Rusia · 117 + 138 = 255     | Maiya Maneza · Kazajistán · 109 + 139 = 248        | Ouyang Xiaofang China 113 + 133 = 246       |
| 69 kg (09.11)  | Oxana Slivenko · Rusia · 118 + 148 = 266           | Xiang Yanmei China 116 + 148 = 264                 | Tatiana Matveyeva · Rusia · 110 + 143 = 253 |
| 75 kg (10.11)  | Nadezhda Yevstiujina · Rusia · 130 + 163 = 293     | Svetlana Podobedova · Kazajistán · 131 + 156 = 287 | Kim Un-Ju Corea del Norte 114 + 151 = 265   |
| +75 kg (13.11) | Zhou Lulu China 146 + 182 = 328 RM                 | Tatiana Kashirina · Rusia · 147 + 175 = 322        | Maryam Usman Nigeria 117 + 156 = 273        |

1. 1 2 3

## Medallero
| Núm. | País            | Oro | Plata | Bronce | Total |
| ---- | --------------- | --- | ----- | ------ | ----- |
| 1    | China           | 6   | 4     | 3      | 13    |
| 2    | Rusia           | 4   | 3     | 1      | 8     |
| 3    | Kazajistán      | 2   | 2     | 0      | 4     |
| 4    | Irán            | 2   | 1     | 1      | 4     |
| 5    | Bielorrusia     | 1   | 0     | 0      | 1     |
| 6    | Corea del Norte | 0   | 1     | 1      | 2     |
| 6    | Tailandia       | 0   | 1     | 1      | 2     |
| 6    | Turquía         | 0   | 1     | 1      | 2     |
| 6    | Ucrania         | 0   | 1     | 1      | 2     |
| 10   | Francia         | 0   | 1     | 0      | 1     |
| 11   | Corea del Sur   | 0   | 0     | 2      | 2     |
| 12   | Azerbaiyán      | 0   | 0     | 1      | 1     |
| 12   | Indonesia       | 0   | 0     | 1      | 1     |
| 12   | Nigeria         | 0   | 0     | 1      | 1     |
| 12   | Polonia         | 0   | 0     | 1      | 1     |
|      | TOTAL           | 15  | 15    | 15     | 45    |